# Amplas (Medan)
Amplas is een bestuurslaag in het regentschap Medan van de provincie Noord-Sumatra, Indonesië. Amplas telt 13.724 inwoners (volkstelling 2010).